# Cyrtosia perfecta
Cyrtosia perfecta är en tvåvingeart som först beskrevs av Becker 1910.  Cyrtosia perfecta ingår i släktet Cyrtosia och familjen svävflugor. Inga underarter finns listade i Catalogue of Life.